# Peter Henrich

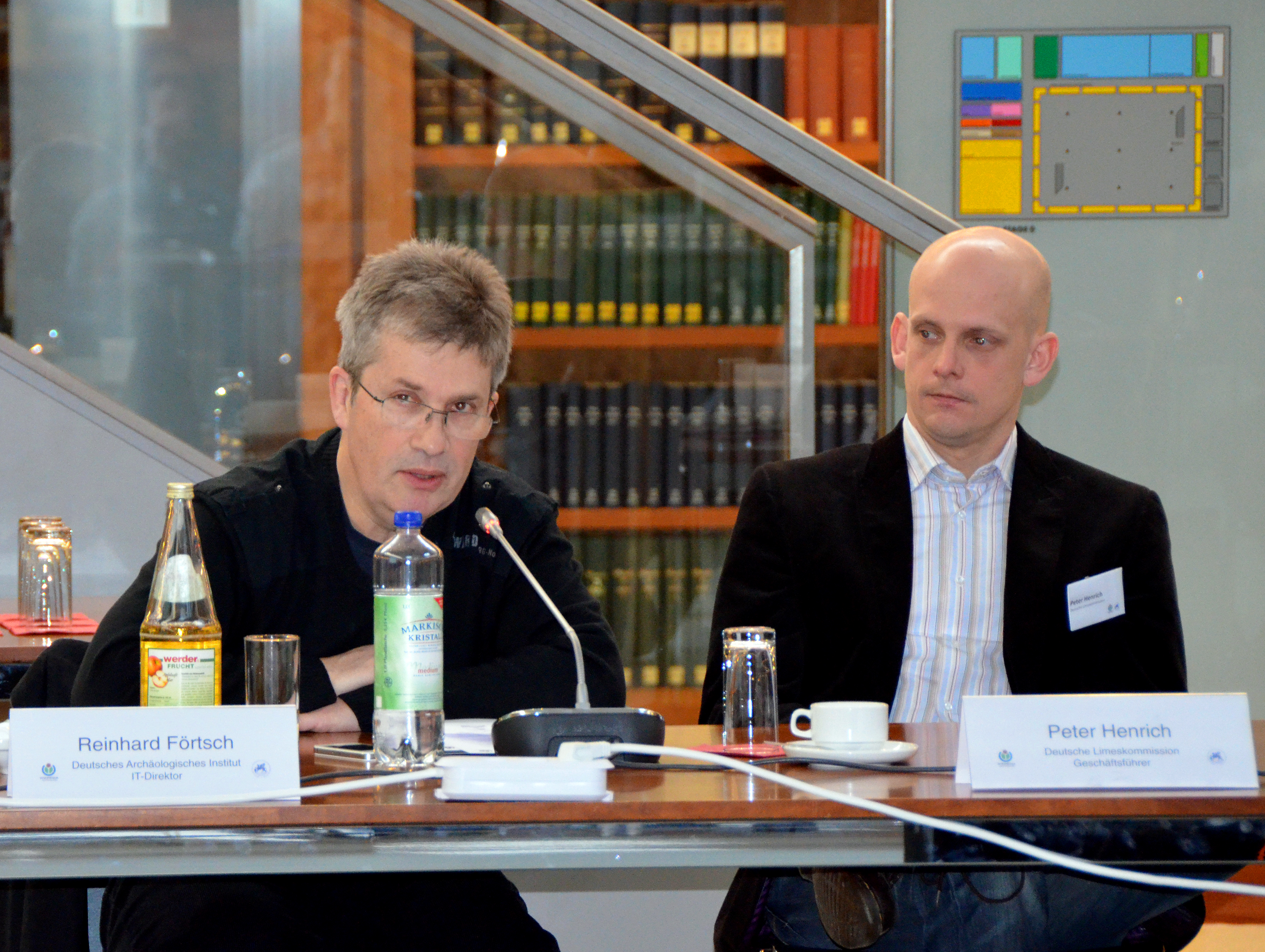
Peter Henrich (rechts) und Reinhard Förtsch (2013)

Peter Henrich (* 1975) ist ein deutscher Provinzialrömischer Archäologe.
Peter Henrich studierte Provinzialrömische Archäologie, Ur- und Frühgeschichte sowie Historische Geographie an den Universitäten Köln, Bonn und Saarbrücken und schloss sein Studium 2000 in Köln mit der Arbeit Ein römischer Keramikfundkomplex aus Quanawat (Syrien) als M. A. ab. 2004 wurde er ebenda mit der Dissertation Die römische Besiedlung der westlichen Vulkaneifel (Kreis Daun) bei Thomas Fischer promoviert. Für die Arbeit wurde ihm am 24. Mai 2006 der damals erstmals vergebene Dr.-Heinz-Cüppers-Preis im Rheinischen Landesmuseum Trier verliehen. Henrich war zwischen 2001 und 2008 als wissenschaftlicher Referent sowie als Grabungs- und Projektleiter bei verschiedenen Projekten im Saarland, Rheinland, Rheinland-Pfalz und im Großherzogtum Luxemburg tätig. Dazu gehörten Forschungen zu den Grabdenkmälern von Duppach-Weiermühle, Grabungen im zivilen Vicus von Bonn sowie im gallorömischen Theater von Dalheim (Luxemburg). Ab 2008 war er Geschäftsführer der Deutschen Limeskommission und gab in dieser Funktion von 2009 bis 2014 in unregelmäßigen Abständen die Beiträge zum Welterbe Limes heraus. Zudem ist er Lehrbeauftragter am Archäologischen Institut der Universität Köln. Von August 2014 an war er Leiter der Außenstelle Koblenz der Direktion Landesarchäologie Rheinland-Pfalz in der Generaldirektion Kulturelles Erbe Rheinland-Pfalz und wechselte im Sommer 2020 an das Rheinische Landesmuseum Trier und ist dort Leiter der Stabsstelle Forschungskoordination.
Henrichs Forschungsschwerpunkte liegen im Bereich des Obergermanisch-Raetischen Limes, bei gallorömischen Theatern, römischen Grabdenkmälern, der ländlichen Besiedlung in Gallien und den germanischen Provinzen sowie antiker Eisengewinnung und -verarbeitung.

## Schriften (Auswahl)
- Die römische Besiedlung in der westlichen Vulkaneifel (= Trierer Zeitschrift. Beiheft 30). Rheinisches Landesmuseum Trier, Trier 2006, ISBN 3-923319-64-9 (= Dissertation).
- Herausgeber: Limes 90°. Der Obergermanisch-Raetische Limes fotografiert von Dr. Eckehart Ayen (= Beiträge zum Welterbe Limes. Band 4). Theiss, Stuttgart 2009, ISBN 978-3-8062-2375-0.
- Herausgeber: Perspektiven der Limesforschung. Akten des Limeskolloquiums der Deutschen Limeskommission in Köln 2009 (= Beiträge zum Welterbe Limes. Band 5. Fachkolloquium der Deutschen Limeskommission. Band 5). Theiss, München 2010, ISBN 978-3-8062-2465-8.
- Die römische Nekropole und die Villenanlage von Duppach-Weiermühle, Vulkaneifel (= Trierer Zeitschrift. Beiheft 33). Rheinisches Landesmuseum Trier, Trier 2010, ISBN 978-3-923319-75-6.
- Herausgeber: Der Limes vom Niederrhein bis an die Donau (= Beiträge zum Welterbe Limes. Band 6. Fachkolloquium der Deutschen Limeskommission. Band 6). Theiss, München 2012, ISBN 978-3-8062-2466-5.
- Das gallorömische Theater von Dalheim „Hossegronn“ Luxemburg (= Dossiers d’archéologie XV). Imprimerie Central SA, Luxemburg 2016, ISBN 978-2-87985-317-8.
- Die befestigte Villa von Bodenbach im Kontext der spätantiken Befestigungen Nordgalliens und Niedergermaniens. In: Trierer Zeitschrift 79/80, 2016/2017, S. 231–283 (Digitalisat).